# The Carter Case

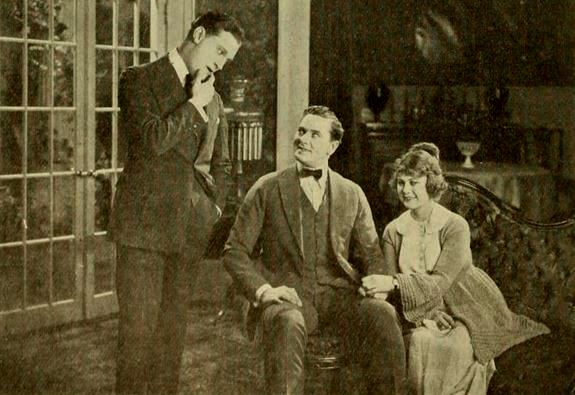
The Carter Case (1919), com William Pike, Herbert Rawlinson e Marguerite Marsh.

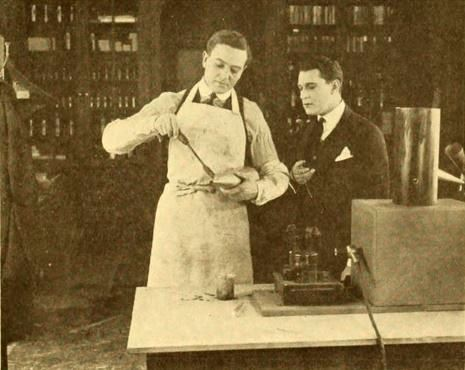
The Carter Case (1919), com Herbert Rawlinson e William Pike

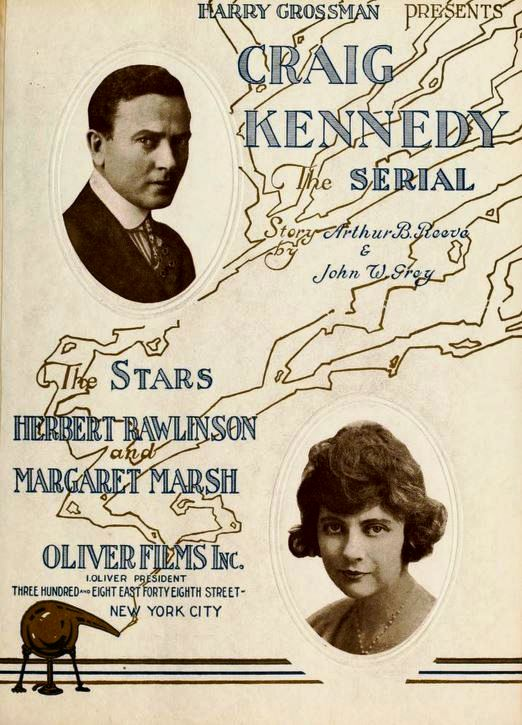
Cartaz do seriado The Carter Case (1919), com Marguerite Marsh e Herbert Rawlinson.

The Carter Case, também conhecido como The Craig Kennedy Serial, é um seriado estadunidense de 1919, no gênero Policial, dirigido por William F. Haddock e Donald MacKenzie, em 15 capítulos. Produzido pela Oliver Films Inc., foi estrelado por Herbert Rawlinson, Marguerite Marsh e Ethel Grey Terry. Veiculou originalmente nos cinemas dos Estados Unidos entre 17 de março e 23 de junho de 1919.
O seriado transportou para as telas o detetive Craig Kennedy, que fora criado por Arthur B. Reeve na revista Cosmopolitan.
Este seriado é considerado perdido.

## Sinopse
O detetive cientista "Craig Kennedy" (Herbert Rawlinson) é chamado para resolver a misteriosa morte de Shelby Carter (Donald Hall), o proprietário de uma fábrica de produtos químicos, cuja bela filha Anita (Marguerite Marsh) teme que “Avion” (Joseph Marba)  a mate também.

## Elenco
- Herbert Rawlinson	 ...	Craig Kennedy
- Marguerite Marsh	 ...	Anita Carver
- Ethel Grey Terry	 ...	Cleo Clark
- William Pike	 ...	Walter Jameson
- Kempton Greene	 ...	Rance Dixon
- Coit Albertson	 ...	Lester Mason
- Joe Smith Marba	 ...	Hugh Geist / Avion (creditado Joseph Marba)
- Donald Hall	 	...	Shelby Carter (creditado Don Hall)
- Gene Baker	 ...	Alma
- Dexter McReynolds	 ...	Storpz (creditado D.W. McReynolds)
- Leslie Stowe	 ...	Darkie Joe
- Franklyn Hanna	 ...	Coronel Culpepper
- Frank Wunderlee	 ...	Bull Rudkin
- John Reinhardt	 ...	Conde von der Witz
- Adrienne Richards	 ...	Julie

## Capítulos
1. The Phosgene Bullet
2. The Vacuum Room
3. The Air Terror
4. The Dungeon
5. desconhecido
6. The Wireless Detective
7. The Neragraph
8. The Silent Shot
9. The Camera Trap
10. The Moonshiners
11. The White Damp
12. The X-Ray Detective
13. The Ruse
14. desconhecido
15. desconhecido

## Histórico
Craig Kennedy, personagem principal deste seriado, criado por Arthur B. Reeve, é um cientista detetive da Universidade de Columbia, semelhante ao Sherlock Holmes e Dr. Thorndyke. Ele usa o seu conhecimento de química e psicanálise para resolver casos, além de usar dispositivos exóticos (na época) em seu trabalho como detectores de mentira, giroscópios e sismógrafos portáteis. Apareceu pela primeira vez em dezembro de 1910, na Cosmopolitan, em "The Case of Helen Bond", aparecendo 82 vezes nessa revista, a última em agosto de 1918, e depois em outras revistas, tais como The Popular Magazine, Detective Story Magazine, Country Gentleman, Everybody's Magazine, Flynn's and World Man Hunters, além de 26 romances.
Houve uma extensa filmografia sobre o detetive Craig Kennedy. Entre esses, os seriados The Exploits of Elaine (1914), The New Exploits of Elaine (1915), The Romance of Elaine (1915), The Radio Detective (1926), The Amazing Exploits of the Clutching Hand (1936) também apresentam o mesmo personagem.
Em 1951, o persoangem voltou à ativa, na série de TV “Craig Kennedy, Criminologist”, em que Craig foi interpretado por Donald Woods.